# Per Runberg
Per Olof Gunnar Runberg, född 5 april 1968 i Kallinge kyrkobokföringsdistrikt, Blekinge län, är en svensk folkmusiker.
Runberg, som är bosatt på en gård i Saringe i Alunda, arbetar som frilansande musiker med nordisk folklig musik som bas. Han är även riksspelman på både fiol och kohorn. Han har som musiker arbetat med att förankra äldre folkmusikinstrument som varit på väg att fall i glömska i dagens folkmusik.
Runbergs huvudinstrument är fiol, mungiga, kohorn samt tagelharpa, men han trakterar även andra instrument såsom Hardingfela, svensk säckpipa, moraharpa, spilåpipa samt svensk vevlira. Han är en av de få musiker i Sverige som använder sig av melodispel på mungiga, en tradition han hämtat från Norge.
Runberg har medverkat på ett flertal skivinspelningar. De troligen mest kända är skivorna Alder och Andor, vilka ingick i ett projekt med syfte att försöka återskapa musik så som den i Norden kunde ha låtit under vikingatiden. Skivorna är ett samarbete mellan Runberg och andra musiker.
Runberg samarbetar också med Kompani Bastard, en maskteater i vikingatida och medeltida form, samt med åtskilliga andra konstellationer.